# Pybba

Britannien um 600

Pybba (auch Pibba, Pypba, Pubba, Wibba; * um 570; † um 606 (615?)) war ein früher König des angelsächsischen Königreiches Mercia aus der Dynastie der Iclingas. Als Regierungszeit gelten die Jahre 593–606 (615?). 
Pybba soll der Sohn und Nachfolger von König Creoda gewesen sein, wobei diese Behauptung jedoch auf einer Verwechslung zu beruhen scheint, da für das Jahr 593 der Tod eines Westsachsen namens Creoda in der Angelsächsischen Chronik erwähnt wird. Pybba soll zwölf Söhne gehabt haben, darunter Penda, der spätere König. Die Nachfahren seiner Söhne Cenwalh und Eowa († 642) wurden später ebenfalls Könige Mercias. Eine namentlich nicht genannte Tochter war mit Cenwalh (642–672/673), dem König der Gewissæ verheiratet. Eine weitere Tochter, aus einer zweiten Ehe mit einer Prinzessin der Gewissæ, soll mit Cadwallon ap Cadfan, dem walisischen König von Gwynedd verheiratet gewesen sein. Auch sein direkter Nachfolger Ceorl war offenbar ein Verwandter, ohne dass die genauen Verwandtschaftsverhältnisse bekannt wären.
Mehrere Ortsnamen, die von Creoda und seinen Nachfolgern Pybba und Penda abgeleitet sind, weisen auf eine zu Creodas Zeit beginnende anglische Kolonisation im südwestlichen Mercia an der Grenze zum sich erst später entwickelnden Königreich Hwicce hin.